# Polarità elettrica
La polarità elettrica è la proprietà di un corpo di avere cariche elettriche di un determinato segno, si distingue quindi in polarità positiva e polarità negativa. Ad esempio in una cella galvanica operante in regime di corrente continua, si distingue tra un polo positivo (indicati sull'involucro) a polarità negativa (in cui si ha un potenziale elettrico maggiore e una  carica negativa, ovvero eccedenza di elettroni) e un polo negativo (indicati sull'involucro) a polarità positiva (in cui si ha un potenziale elettrico ridotto e una carica positiva, ovvero in difetto di elettroni). Nel caso di componenti elettrici operanti in regime di corrente alternata, ogni polo può essere alternativamente positivo e negativo.

## Descrizione
Nelle celle elettrochimiche:

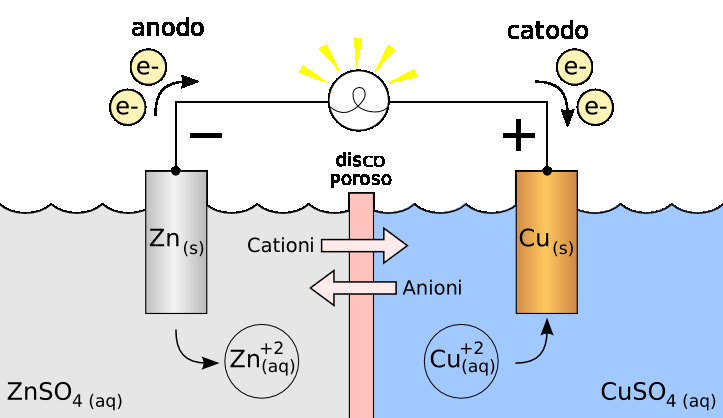
Rappresentazione di una cella galvanica. Al di fuori della cella, gli elettroni percorrono il circuito dal polo negativo (-) al polo positivo (+).

- il polo positivo è l'anodo nel caso delle celle elettrolitiche, mentre è il catodo nel caso delle celle galvaniche
- viceversa, il polo negativo è il catodo nel caso delle celle elettrolitiche, mentre è l'anodo nel caso delle celle galvaniche.

Collegando i morsetti di una cella elettrochimica con un circuito esterno, il passaggio di elettroni al di fuori della cella avviene dal catodo all'anodo, mentre nel caso delle celle galvaniche avviene in senso inverso (dall'anodo al catodo).

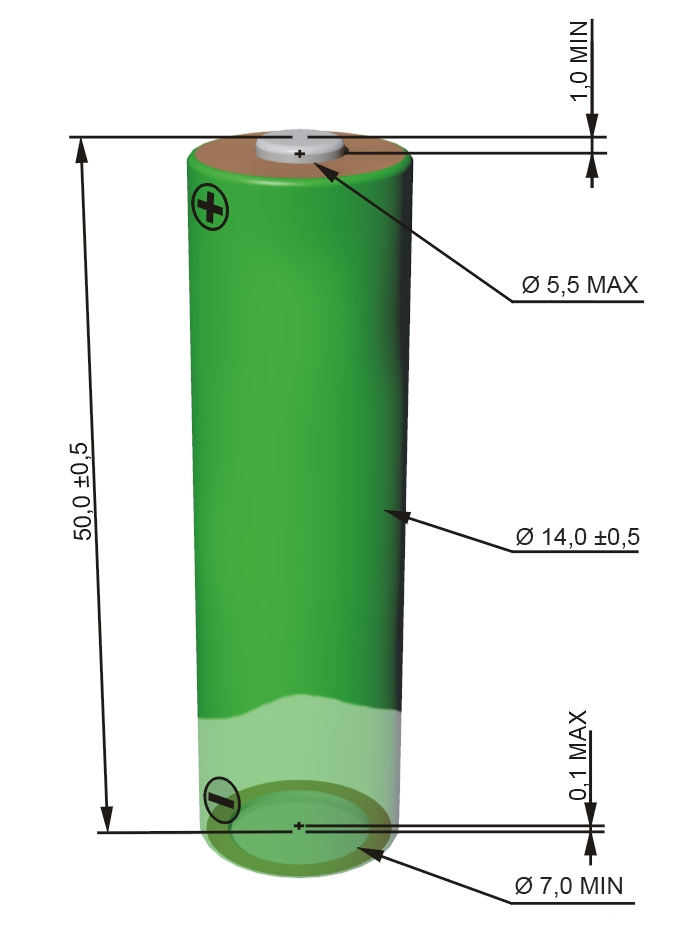
Rappresentazione di una pila stilo: sono visibili i simboli del polo positivo (+) in alto e del polo negativo (-) in basso.

Nelle applicazioni comuni, non viene indicato il segno della carica elettrica ma il potenziale elettrico; questo può creare confusione, infatti il polo negativo (in chimica), che viene denominato polo positivo (per convenzione), è quello a potenziale maggiore e di carica elettrica negativa (eccesso elettroni). Questo approccio si deve alla convenzione dell'elettricità, dove inizialmente la corrente veniva intesa come un fluido composto da elementi che si respingono tra loro ed un loro eccesso veniva indicato come segno positivo.
Per questo motivo, nelle batterie il polo a carica negativa è riconoscibile dal segno "+" impresso su un lato della batteria e viene chiamato polo positivo, mentre il polo a carica positiva è riconoscibile dal segno "-" e viene chiamato polo negativo. Perciò nelle applicazioni comuni la corrente scorre sempre dal polo positivo al polo negativo, in quanto la denominazione dei poli non segue quella della carica elettrica, ma del potenziale elettrico.
Per fare un esempio pratico, nel caso di pile di sezione circolare (quali ad esempio le stilo e le mini-stilo) il polo negativo (minore potenziale elettrico e minore concentrazione di elettroni e quindi carica elettrica positiva) è piatto, mentre il polo positivo (maggiore potenziale elettrico e maggiore concentrazione di elettroni e quindi carica elettrica negativa) è più rialzato. In altre parole, "mettendo in piedi" la batteria il polo positivo è l'estremità più alta, mentre il polo negativo è l'estremità su cui si poggia.